# UNESCOs Verdensarvsliste (Europa)
UNESCOs Verdensarvsliste er en liste med bygninger, monumenter og naturområder i alle fem verdensdele, som UNESCO har udpeget som værende en del af verdens kulturelle arv. Listen omfatter pr. juli 2018 1092 steder, heraf 845 kulturel arv, 209 naturarv og 38 blandede. 54 steder er på listen over Verdensarvsområder i fare.
Til det europæiske samarbejde henregner UNESCO også fem lande, der ellers geografisk set ligger placeret i Asien, nemlig: Armenien, Aserbajdsjan, Cypern, Georgien og Israel.
| K | Kulturarv           |
| N | Naturarv            |
| X | Kultur- og naturarv |

## Albanien
Kilde: World Heritage Centre
| År   | Type | Navn | UNESCO ID |
| ---- | ---- | --- | --------- |
| 1992 | K    | Butrint (udvidet 1999) | 570       |
| 2005 | K    | Berats og Gjirokastërs historiske centrum (udvidet 2008) | 569       |
| 2007 | N    | Gamle oprindelige bøgeskove i Karpaterne og andre regioner i Europa Transnational: Albanien, Østrig, Belgien, Bulgarien, Kroatien, Tyskland, Italien, Romanien, Slovakiet, Slovenien, Spanien, Ukraine | 1133      |

## Andorra
Kilde: World Heritage Centre
| År   | Type | Navn                         | UNESCO ID |
| ---- | ---- | ---------------------------- | --------- |
| 2004 | K    | Madriu-Claror-Perafita-dalen | 1160      |

## Armenien
Kilde: World Heritage Centre
| År   | Type | Navn | UNESCO ID |
| ---- | ---- | --- | --------- |
| 1996 | K    | Klostrene i Haghpat og Sanahin | 777       |
| 1996 | K    | Geghard kloster | 960       |
| 2000 | K    | Katedralen og kirkerne i Echmiatsin (Sankt Gayanekirken (en), Shoghakatkirken (en), Sankt Hripsimekirken (en)) og de arkæologiske udgravninger ved Zvartnots (de) | 1011      |

## Aserbajdsjan
Kilde: World Heritage Centre
| År   | Type | Navn                                                          | UNESCO ID |
| ---- | ---- | ------------------------------------------------------------- | --------- |
| 2000 | K    | Bakus gamle bydel med Shirvanshahernes palads og Jomfrutårnet | 958       |
| 2000 | K    | Gobustans helleristninger                                     | 1076      |
| 2019 | K    | Sheki med Khanens palads                                      | 1549      |

## Belgien
Kilde: World Heritage Centre
| År   | Type | Navn | UNESCO ID |
| ---- | ---- | --- | --------- |
| 1998 | K    | Flamske beginerklostre | 855       |
| 1998 | K    | De fire sluser på Canal du Centre og deres omgivelser, La Louvière og Le Rœulx i Hainaut | 856       |
| 1998 | K    | Grand-Place, Bruxelles | 857       |
| 1999 | K    | Beffrois i Belgien og Frankrig | 943       |
| 2000 | K    | Den historiske midtby i Brugge | 996       |
| 2000 | K    | Vigtige byhuse af arkitekten Victor Horta (Bruxelles) | 1005      |
| 2000 | K    | Neolitiske flintminer ved Spiennes (Mons) | 1006      |
| 2000 | K    | Notre-Dame domkirken i Tournai | 1009      |
| 2005 | K    | Plantin-Moretus værkstedsmuseum i Antwerpen | 1185      |
| 2007 | N    | Gamle oprindelige bøgeskove i Karpaterne og andre regioner i Europa Transnational: Albanien, Østrig, Belgien, Bulgarien, Kroatien, Tyskland, Italien, Romanien, Slovakiet, Slovenien, Spanien, Ukraine | 1133      |
| 2009 | K    | Stoclet Palæ i Bruxelles | 1298      |
| 2012 | K    | Større mineområder i Vallonien | 1344      |
| 2016 | K    | Arkitektoniske værker af Le Corbusier, et fremragende bidrag til modernismen. (Transnationalt: Argentina, Belgien, Frankrig, Tyskland, Indien, Japan og Schweiz)                                       | 1321      |
| 2021 | K    | Europas store kurbadesteder Transnational: Østrig, Belgien, Tjekkiet, Frankrig, Tyskland, Italien, England                                                                                             | 1613      |
| 2021 | K    | Velgørenhedskolonier Transnational: Belgien, Holland, | 1555      |

## Bosnien-Hercegovina
Kilde: World Heritage Centre
| År   | Type | Navn | UNESCO ID |
| ---- | ---- | --- | --------- |
| 2005 | K    | Stari Most (dansk: Den gamle bro) i Mostar bombet 1993. Genopbygget 2004. | 946       |
| 2007 | K    | Mehmed Paša Sokolović-broen i Višegrad | 1260      |
| 2007 | N    | Gamle oprindelige bøgeskove i Karpaterne og andre regioner i Europa Transnational: Albanien, Østrig, Belgien, Bulgarien, Kroatien, Tyskland, Italien, Rumænien, Slovakiet, Slovenien, Spanien, Ukraine | 1133      |
| 2016 | K    | Stećak, middelalderlige gravsten og kirkegårde Transnational: Bosnien-Hercegovina, Kroatien, Montenegro, Serbien.                                                                                      | 1504      |

## Bulgarien
Kilde: World Heritage Centre
| År   | Type | Navn | UNESCO ID |
| ---- | ---- | --- | --------- |
| 1979 | K    | Bojana-kirken | 42        |
| 1979 | K    | Madararytteren | 43        |
| 1979 | K    | Klippekirkene i Ivanovo | 45        |
| 1979 | K    | Den trakiske grav i Kazanlak | 44        |
| 1983 | K    | Den forhistoriske by Nessebar | 217       |
| 1983 | N    | Srebarna naturreservat | 219       |
| 1983 | N    | Pirin nationalpark | 225       |
| 1983 | K    | Rilaklosteret | 216       |
| 1985 | K    | Den trakiske grav i Svesjtjari | 359       |
| 2007 | N    | Gamle oprindelige bøgeskove i Karpaterne og andre regioner i Europa Transnational: Albanien, Østrig, Belgien, Bulgarien, Kroatien, Tyskland, Italien, Romanien, Slovakiet, Slovenien, Spanien, Ukraine | 1133      |

## Cypern
Kilde: World Heritage Centre
| År   | Type | Navn                                        | UNESCO ID |
| ---- | ---- | ------------------------------------------- | --------- |
| 1980 | K    | Pafos                                       | 79        |
| 1985 | K    | De bemalede kirker i Troodos (udvidet 2001) | 351       |
| 1998 | K    | Choirokoitia                                | 848       |

## Danmark
Kilde: World Heritage Centre
| År   | Type | Navn                                                              | UNESCO ID | Billede |
| ---- | ---- | ----------------------------------------------------------------- | --------- | ------- |
| 1994 | K    | Jellingmonumenterne – Jellingstenene, gravhøjene og Jelling Kirke | 697       |         |
| 1995 | K    | Roskilde Domkirke                                                 | 695       |         |
| 2000 | K    | Kronborg                                                          | 696       |         |
| 2004 | N    | Ilulissat Isfjord, Grønland                                       | 1149      |         |
| 2014 | N    | Vadehavet                                                         | 1314ter   |         |
| 2014 | N    | Stevns Klint                                                      | 1416      |         |
| 2015 | K    | Christiansfeld                                                    | 1468      |         |
| 2015 | K    | Kongens Jagtmarker                                                | 1469      |         |
| 2017 | K    | Kujataa, landbrugsområde ved kanten af indlandsisen.              | 1536      |         |
| 2018 | K    | Aasivissuit – Nipisat. Inuit jagtområde mellem indlandsis og hav. | 1557      |         |

## Estland
Kilde: World Heritage Centre
| År   | Län                        | Type | Navn | UNESCO ID |
| ---- | -------------------------- | ---- | --- | --------- |
| 1997 | Harjumaa                   | K    | Den historiske bymidte i Tallinn                                                                                | 822       |
| 2005 | • Tartumaa • Lääne-Virumaa | K    | Struves meridianbue • "Dorpat" i Tartus gamle observatorium • "Katko" i byen Simuna • "Woibifer" i byen Võivere | 1187      |

## Finland
Kilde: World Heritage Centre
| År   | Landskap                                      | Type | Navn | UNESCO ID |
| ---- | --------------------------------------------- | ---- | --- | --------- |
| 1991 | Satakunda                                     | K    | Den gamle bydel i Raumas | 582       |
| 1991 | Nyland                                        | K    | Fæstningen Suomenlinna nær Helsinki | 583       |
| 1994 | Keski-Suomi                                   | K    | Petäjävesi gamle kirke | 584       |
| 1996 | Kymmenedalen                                  | K    | Verla papirmølle i Jaala | 751       |
| 1999 | Satakunda                                     | K    | Begravelsesområde fra bronzealderen i Sammallahdenmäki | 579       |
| 2005 | • Lappi • Kymmenedalen • Nyland • Keski-Suomi | K    | Struves meridianbue • "Avasaksa" på bjerget Aavasaksa • "Tornea" i Nedertorneå kyrka • "Stuor-Oivi" på bjerget Stuorrahanoaivi • "Svartvira" på øen Svartviran • "Porlom II" nær byen Porlom • "Puolakka" på bjerget Oravivuori | 1187      |
| 2006 | Österbotten                                   | N    | Höga kusten og Kvarken | 898       |

## Frankrig
- Mont Saint-Michel og bugten
- Domkirken i Chartres
- Versailles, slottet og parken
- Basilikaen Sainte-Marie-Madeleine de Vézelay
- Hulemalerierne i Vézèredalen
- Fontainebleau, slottet og parken
- Domkirken i Amiens
- Det romerske teater, dets omgivelser og "Triumfbuen" i Orange
- Romerske og romanske monumenter i Arles
- Cistercienserklosteret i Fontenay
- De kongelige saltværker i Arc-et-Senans
- Place Stanislas, Place de la Carrière og Place d'Alliance i Nancy
- Kirken Saint-Savin-sur-Gartempe
- Portobugten med Pianakløfterne, Girolatabugten og Scandola Naturreservat på Korsika
- Pont du Gard (Romersk akvædukt)
- Strasbourg: Grande île
- Paris: Seinebredderne
- Domkirken i Reims, det tidligere kloster i Saint-Remi og paladset i Tau, Reims
- Domkirken i Bourges
- Den historiske bymidte i Avignon
- Canal du Midi
- Den historiske, befæstede by, Carcassonne
- Pilgrimsruterne til Santiago de Compostela gennem Frankrig
- Byen Lyon
- Domhuset i Saint-Émilion
- Loiredalen mellem Sully-sur-Loire og Chalonnes
- Provins: middelalderlig markedsplads
- Forhistoriske pælehuse i Alperne[anm 3]
- Chaine des Puys (en) vulkansk område [14]
- Réunion Nationalpark (2010)
- Ny Kaldedonien barriererev (2008)
- Arkitektoniske værker af Le Corbusier, et fremragende bidrag til modernismen. (Transnationalt: Argentina, Belgien, Frankrig, Tyskland, Indien, Japan og Schweiz)
- Taputapuatea, Fransk Polynesien
- Genopbygningen af Le Havre ved Auguste Perret (2005)
- Nord-Pas-de-Calais mineområde (2012)
- Klosterkirken i Saint-Savin-sur-Gartempe
- Beffroier i Belgien og Frankrig (2005)
- Bordeaux, Månehavnen (2007)
- Ny Kaledoniens koralrev (2008)
- Champagne, bjergskråninger, bygninger og kældre (2015)
- Hulemalerier i Chauvetgrotten (2014)
- Den anglikanske by Albi
- Fæstningsværker af Vauban
- Europas store kurbadesteder 
 Transnational: Østrig, Belgien, Tjekkiet, Frankrig, Tyskland, Italien, England[15]
- Kulturlandskabet i Bourgogne (2015)
- Taputapuātea (2017)
- Franske øer i det sydlige Indiske Ocean (French Austral Lands and Seas) (2019)
- Cordouan Fyrtårn (2021)
- Nice, vinterresort ved Rivieraen (2021)

## FrankrigogSpanien
- Pyrenæerne – se Pyrenæernes nationalpark og Ordesa y Monte Perdido Nationalpark

## Georgien
Kilde: World Heritage Centre
| År   | Region                          | Type | Navn                                | UNESCO ID |
| ---- | ------------------------------- | ---- | ----------------------------------- | --------- |
| 1994 | Imereti                         | K    | Bagratikatedralen og Gelatiklostret | 710       |
| 1994 | Mtskheta-Mtianeti               | K    | Historiske monumenter i Mtskheta    | 708       |
| 1996 | Svaneti                         | K    | Øvre Svaneti                        | 709       |
| 2021 | Kolkheti regnskov og vådområder | N    | Kolkheti Nationalpark               | 1616      |

## Grækenland
Kilde: World Heritage Centre
| År   | Type | Navn                                                                                                   | UNESCO ID |
| ---- | ---- | --- | --------- |
| 1986 | K    | Apollon Epicuriostemplet ved Bassae                                                                    | 392       |
| 1987 | K    | De arkæologiske udgravninger i Delfi                                                                   | 393       |
| 1987 | K    | Akropolis i Athen                                                                                      | 404       |
| 1988 | X    | Athosbjerget                                                                                           | 454       |
| 1988 | X    | Meteoraklostrene                                                                                       | 455       |
| 1988 | K    | De oldkristne og byzantinske monumenter i Thessaloniki                                                 | 456       |
| 1988 | K    | De arkæologiske udgravninger i Epidauros                                                               | 491       |
| 1988 | K    | Middelalderbyen på Rhodos                                                                              | 493       |
| 1988 | K    | De arkæologiske udgravninger i Olympia                                                                 | 517       |
| 1989 | K    | De arkæologiske udgravninger af Mystras                                                                | 511       |
| 1990 | K    | Delos                                                                                                  | 530       |
| 1990 | K    | Klostrene Daphni (Athen), Hossios Luckas (Delfi) og Nea Moni på Chios                                  | 537       |
| 1992 | K    | Pythagoreion og Heraion på Samos                                                                       | 595       |
| 1996 | K    | De arkæologiske udgravninger i Vergina                                                                 | 780       |
| 1999 | K    | De arkæologiske udgravninger i Mykene og Tiryns                                                        | 941       |
| 1999 | K    | Det historiske centrum (Chorá) med Skt. Johannes-klostret "teologen" og Apokalypse-hulen på øen Pátmos | 942       |
| 2007 | K    | Det historiske centrum af byen Korfu                                                                   | 978       |
| 2016 | K    | Arkæologiske udgravninger i Philippi                                                                   | 1517      |

## Hviderusland
Kilde: World Heritage Centre
| År   | Type | Navn                                                                     | UNESCO ID |
| ---- | ---- | ------------------------------------------------------------------------ | --------- |
| 1979 | N    | Belovesjskaja Pusjtja nationalpark                                       | 33        |
| 2000 | K    | Mir borgkomplekset                                                       | 625       |
| 2005 | K    | Radziwills familliens arkitektur-, residens- og kulturkompleks i Nesvizh | 1196      |
| 2005 | K    | Struves meridianbue                                                      | 1187      |

## Irland
Kilde: World Heritage Centre
| År   | Type | Navn                                                | UNESCO ID |
| ---- | ---- | --------------------------------------------------- | --------- |
| 1993 | K    | Brú na Bóinne, De arkæologiske monumenter ved Boyne | 659       |
| 1996 | K    | Skellig Michael                                     | 757       |

## Island
Kilde: World Heritage Centre
| År   | Type | Navn                       | UNESCO ID |
| ---- | ---- | -------------------------- | --------- |
| 2004 | K    | Þingvellir nationalpark    | 1152      |
| 2008 | N    | Surtsey                    | 1267      |
| 2019 | N    | Nationalparken Vatnajökull | 1604      |

## Israel
Kilde: World Heritage Centre
| År   | Type | Navn                                                                                       | UNESCO ID |
| ---- | ---- | ------------------------------------------------------------------------------------------ | --------- |
| 2001 | K    | Masada                                                                                     | 1040      |
| 2001 | K    | Den gamle bydel i Akko                                                                     | 1042      |
| 2003 | K    | Den hvide by Tel Aviv                                                                      | 1096      |
| 2005 | K    | Ruinerne af de bibelske byer Megiddo, Hazor, Beersheba                                     | 1108      |
| 2005 | K    | Røgelsesvejen - Ørkenbyer i Negev                                                          | 1107      |
| 2008 | K    | Bahá'ís hellige steder i Haifa og det vestlige Galilæa                                     | 1220      |
| 2012 | K    | Den meneskelige udvikling på Karmelbjerget, Nahal Me’arot hulerne og Wadi el-Mughara dalen | 1393      |
| 2014 | K    | Maresha-grotterne og Bet-Guvrin Nationalpark                                               | 1370      |
| 2015 | K    | Necropolis Bet She’arim i Beit She'arim Nationalpark                                       | 1471      |

- Den gamle bydel i Jerusalem er på verdensarvslisten, men som besat bydel figurer den ikke på Verdensarvs områder i Israel, maj 2013 føres der forhandlinger om bydelens status.[22][23]

## Italien
- Det 18.århundredes kongeslot ved Caserta med parkanlægget, Vanvitellis Akvædukt og San Leucio-komplekset
- Det arkæologiske område og Kirkefaderbasilikaen i Aquileia
- Det arkæologiske område i Agrigento
- Det arkæologiske område i Pompeii, Herculaneum, og Torre Annunziata
- Assisi: Skt. Frans' basilika og andre franciskanske steder
- Padovas botaniske have
- Castel del Monte, Andria (Bari)
- Modenas domkirke, Torre Civica og Piazza Grande i Modena
- Kirken Santa Maria delle Grazie med "Den sidste nadver" af Leonardo da Vinci
- Cilento og Vallo di Diano nationalpark med de arkæologiske områder i Paestum og Elea, og Certosa di Padula
- Byen Verona
- Byen Vicenza og de Palladiske villaer i Venetoområdet
- Costiera Amalfitana
- Crespi d'Adda
- Tidlig kristne monumenter i Ravenna
- Etruskisk civilisation: Nekropolerne i Cerveteri og Tarquinia
- Ferrara: Renæssancebyen og dens Podelta
- Forhistoriske pælehuse i Alperne[anm 3]
- Det historiske centrum i Firenze
- Det historiske centrum i Napoli
- Det historiske centrum i San Gimignano
- Det historiske centrum i Siena
- Det historiske centrum i Urbino
- Det historiske centrum i byen Pienza
- I Sassi di Matera
- De Æoliske øer
- Senbarokbyerne i Val di Noto (det sydøstlige Sicilien)
- Piazza dei Miracoli i Pisa
- Portovenere, Cinque Terre, og øerne Palmaria, Tino og Tinetto
- Huset Savojens kongelige residenser
- Klippemalerier i Valcamonica
- Su Nuraxi di Barumini
- Trulli, Alberobello i Apulien
- Val d'Orcia
- Venedig og Venediglagunen
- Villa Adriana, Tivoli
- Villa Romana del Casale
- Villa d'Este, Tivoli
- Sacri Monti i Piemonte og Lombardiet
- Siracusa og Necropoli di Pantalica
- Strade Nuove og Palazzi dei Rolli i Genova
- Mantova og Sabbioneta
- Rhätische Bahn i Albula- Berninalandskaberne[anm 5]
- Roms historiske centrum, Vatikanstatens eksterriotoriale ejendomme i Rom og San Paolo Fuori le Mura[anm 6]
- Ivrea industriby fra det 20. århundrede.[24]

| År   | Type | Navn | UNESCO ID |
| ---- | ---- | --- | --------- |
| 2003 | N    | Monte San Giorgio i Luganoforalperne Transnational: Schweiz, Italien | 1090      |
| 2007 | N    | Gamle oprindelige bøgeskove i Karpaterne og andre regioner i Europa Transnational: Albanien, Østrig, Belgien, Bulgarien, Kroatien, Tyskland, Italien, Romanien, Slovakiet, Slovenien, Spanien, Ukraine | 1133      |
| 2009 | N    | Dolomitterne | 1237      |
| 2011 | N    | Longobarderne i Italien. Magtens steder (568-774) | 1318      |
| 2013 | K    | Medici-villaer og haver i Toscana | 175       |
| 2013 | N    | Etna, vulkan på Sicilien | 1427      |
| 2014 | K    | Landskab med vingårde i Piedmont | 1390      |
| 2017 | K    | Venitianske forsvarsværker fra det 16. of 17. århundrede: Stato da Terra – Western Stato da Mar Transnational: Kroatien, Italien, og Montenegro                                                        | 1533      |
| 2021 | K    | Europas store kurbadesteder Transnational: Østrig, Belgien, Tjekkiet, Frankrig, Tyskland, Italien, England                                                                                             | 1613      |
| 2019 | N    | Prosecco-bakkerne i Conegliano og Valdobbiadene | 1571      |
| 2021 | K    | Paduas freskoer fra det fjortende århundrede | 1623      |
| 2021 | K    | Bolognas søjlehaller | 1650      |

## Kosovo
Anmærkning: Verdensarven ligger geografisk i Kosovo, men er iflg. Verdensarvscentret tilhører verdensarven konventionsstaten Serbien, se her. Dette skyldes at Kosovo ikke er medlem af UNESCO under hvem verdensarvskonventionen sorterer, og at verdensarven tilhørte Serbien før Kosovos uafhængighedserklæring. Da Danmark anerkender landet Kosovo listes verdensarven under dette land med en henvisning under Serbien.
| År   | Type | Navn                                               | UNESCO ID |
| ---- | ---- | -------------------------------------------------- | --------- |
| 2004 | K    | Middelalderlige monumenter i Kosovo (udvidet 2006) | 724       |

## Kroatien
Kilde: World Heritage Centre
| År   | Type | Navn | UNESCO ID |
| ---- | ---- | --- | --------- |
| 1979 | K    | Dubrovniks gamle bydele (udvidet 1994) | 95        |
| 1979 | N    | Nationalparken Plitvicesøerne (udvidet 2000) | 98        |
| 1979 | K    | Det historiske kvarter i Split med Diocletians palads | 97        |
| 1997 | K    | Bispekomplekset ved Euphrasius' basilika i Porečs historiske midtby | 809       |
| 1997 | K    | Den historiske by Togir | 810       |
| 2000 | K    | Sankt Jakobs katedralen i Šibenik | 963       |
| 2007 | N    | Gamle oprindelige bøgeskove i Karpaterne og andre regioner i Europa Transnational: Albanien, Østrig, Belgien, Bulgarien, Kroatien, Tyskland, Italien, Romanien, Slovakiet, Slovenien, Spanien, Ukraine | 1133      |
| 2008 | K    | Stari Grad-sletten på Hvar | 1240      |
| 2016 | K    | Stećak, middelalderlige gravsten og kirkegårde Transnational: Bosnien-Hercegovina, Kroatien, Montenegro, Serbien.                                                                                      | 1504      |
| 2017 | K    | Ventianske forsvarsværker fra det 16. of 17. århundrede: Stato da Terra – Western Stato da Mar Transnational: Kroatien, Italien, og Montenegro                                                         | 1533      |

## Letland
Kilde: World Heritage Centre
| År   | Type | Navn                                                                                    | UNESCO ID |
| ---- | ---- | --------------------------------------------------------------------------------------- | --------- |
| 1997 | K    | Rigas historiske centrum                                                                | 852       |
| 2005 | K    | Struves meridianbue • "Sestu-Kalns" på Ziestu • "Jacobstadt" i Struves park i Jēkabpils | 1187      |

## Litauen
Kilde: World Heritage Centre
| År   | Type | Navn                                     | UNESCO ID |
| ---- | ---- | ---------------------------------------- | --------- |
| 1994 | K    | Vilnius' historiske centrum              | 541       |
| 2000 | K    | Den kuriske landtange                    | 994       |
| 2004 | K    | Det arkæologiske udgravningsfelt Kernavė | 1137      |
| 2005 | K    | Struves meridianbue                      | 1187      |

## Luxemburg
Kilde: World Heritage Centre
| År   | Type | Navn                                               | UNESCO ID |
| ---- | ---- | -------------------------------------------------- | --------- |
| 1994 | K    | Byen Luxembourgs gamle kvarterer og forsvarsværker | 699       |

## Malta
Kilde: World Heritage Centre
| År   | Type | Navn                                           | UNESCO ID |
| ---- | ---- | ---------------------------------------------- | --------- |
| 1980 | K    | Det underjordiske tempel Ħal-Saflieni Hypogeum | 130       |
| 1980 | K    | De megalitiske templer på Malta (udvidet 1992) | 132       |
| 1980 | K    | Byen Valletta                                  | 131       |

## Moldavien
Kilde: World Heritage Centre
| År   | Type | Navn                | UNESCO ID |
| ---- | ---- | ------------------- | --------- |
| 2005 | K    | Struves meridianbue | 1187      |

## Montenegro
Kilde: World Heritage Centre
| År   | Type | Navn | UNESCO ID |
| ---- | ---- | --- | --------- |
| 1979 | K    | Den natur- og kulturhistoriske region Kotor | 125       |
| 1980 | N    | Durmitor nationalpark | 100       |
| 2016 | K    | Stećak, middelalderlige gravsten og kirkegårde Transnational: Bosnien-Hercegovina, Kroatien, Montenegro, Serbien.                              | 1504      |
| 2017 | K    | Ventianske forsvarsværker fra det 16. of 17. århundrede: Stato da Terra – Western Stato da Mar Transnational: Kroatien, Italien, og Montenegro | 1533      |

## Nederlandene
Kilde: World Heritage Centre
| År   | Type | Navn                                                               | UNESCO ID |
| ---- | ---- | ------------------------------------------------------------------ | --------- |
| 1995 | K    | Polderlandskabet Schokland                                         | 739       |
| 1996 | K    | Forsvarsværker ved Amsterdam                                       | 759       |
| 1997 | K    | Møllenettværket ved Kinderdijk-Elshout                             | 818       |
| 1998 | K    | D.F. Wouda dampdrevne pumpestation                                 | 867       |
| 1999 | K    | Beemsterpolderen                                                   | 899       |
| 1999 | K    | Rietveld Schröders hus i Utrecht                                   | 965       |
| 2009 | N    | Vadehavet                                                          | 1314      |
| 2010 | K    | Ringkanalområdet fra 1600-tallet i Amsterdam indenfor Singelgracht | 1349      |
| 2014 | K    | Van Nellefabriek, industriarkitektur                               | 1441      |
| 2021 | K    | Velgørenhedskolonierne,                                            | 1555      |
| 2021 | K    | Nedretyske limes, (Transnational. Tyskland og Holland              | 1631      |

## Nordmakedonien
Kilde: World Heritage Centre
| År   | Type | Navn | UNESCO ID |
| ---- | ---- | --- | --------- |
| 1979 | X    | Byen Ohrid samt Ohridsøen og det nærliggende område | 99        |
| 2007 | N    | Gamle oprindelige bøgeskove i Karpaterne og andre regioner i Europa Transnational: Albanien, Østrig, Belgien, Bulgarien, Kroatien, Tyskland, Italien, Romanien, Slovakiet, Slovenien, Spanien, Ukraine | 1133      |

## Norge
Kilde: World Heritage Centre
| År   | Type | Navn                                                       | UNESCO ID |
| ---- | ---- | ---------------------------------------------------------- | --------- |
| 1979 | K    | Urnes stavkirke                                            | 58        |
| 1979 | K    | Bryggen i Bergen                                           | 59        |
| 1980 | K    | Røros mineby og omgivelserne                               | 55        |
| 1985 | K    | Helleristningerne ved Alta                                 | 352       |
| 2004 | K    | Vegaøyan og Vega skærgård i Nordnorge                      | 1143      |
| 2005 | N    | Vestnorsk fjordlandskab - Geirangerfjorden og Nærøyfjorden | 1195      |
| 2005 | K    | Struves meridianbue                                        | 1187      |
| 2015 | K    | Rjukan- Notodden industriområde                            | 1486      |

## Polen
Kilde: World Heritage Centre
| År   | Type | Navn | UNESCO ID |
| ---- | ---- | --- | --------- |
| 1978 | K    | Det historiske centrum i Kraków | 29        |
| 1978 | K    | Wieliczka saltmine | 32        |
| 1979 | K    | Auschwitz koncentrationslejr | 31        |
| 1980 | K    | Det historiske centrum i Warszawa | 30        |
| 1979 | N    | Białowieska nationalpark | 33        |
| 1992 | K    | Den gamle bydel i Zamość | 564       |
| 1997 | K    | Middelalderbyen Toruń | 835       |
| 1997 | K    | Den Tyske Ordens borg Malbork | 847       |
| 1999 | K    | Kalwaria Zebrzydowska arkitektur- og parklandskab | 905       |
| 2001 | K    | Fredskirkerne i Jawor og Świdnica | 1054      |
| 2003 | K    | Trækirker i Małopolska | 1053      |
| 2004 | K    | Park Mużakowski | 1127      |
| 2006 | K    | Hala Stulecia i Wrocław | 1165      |
| 2007 | N    | Gamle oprindelige bøgeskove i Karpaterne og andre regioner i Europa Transnational: Albanien, Østrig, Belgien, Bulgarien, Kroatien, Tyskland, Italien, Romanien, Slovakiet, Slovenien, Spanien, Ukraine | 1133      |
| 2013 | K    | Trækirker i Karpaterne | 1424      |
| 2017 | K    | Historisk sølvmine i Tarnowskie Góry | 1539      |
| 2019 | K    | Krzemionki forhistorisk flintmine-område | 1599      |

## Portugal
Kilde: World Heritage Centre
| År   | Type | Navn                                                 | UNESCO ID |
| ---- | ---- | ---------------------------------------------------- | --------- |
| 1983 | K    | Angra do Heroísmos centrum på Terceira øen i Azorene | 206       |
| 1983 | K    | Eremitklostret og Belemtårnet i Lissabon             | 263       |
| 1983 | K    | Klostret Batalha                                     | 264       |
| 1983 | K    | Kristi kloster i Tomar                               | 265       |
| 1986 | K    | Det historiske centrum i Évora                       | 361       |
| 1989 | K    | Klostret Alcobaça                                    | 505       |
| 1995 | K    | Kulturlandskabet Sintra                              | 723       |
| 1996 | K    | Det historiske centrum i Oporto                      | 755       |
| 1998 | K    | Helleristninger i Côadalen og Siega Verde            | 866       |
| 1999 | N    | Laurisilvaskovene på Madeira                         | 934       |
| 2001 | K    | Alto Douro vinområde                                 | 1046      |
| 2001 | K    | Det historiske centrum i Guimarães                   | 1031      |
| 2004 | K    | Pico øens vingårde                                   | 1117      |
| 2012 | K    | Grænsegarnisonsbyen Elvas med forsvarsværker         | 1367      |
| 2013 | K    | Universitetet i Coimbra                              | 1387      |
| 2019 | K    | Kongelige palads i Mafra mm                          | 1573      |
| 2019 | K    | Helligdommen Bom Jesus do Monte                      | 1590      |

## Rumænien
Kilde: World Heritage Centre
| År   | Type | Navn | UNESCO ID |
| ---- | ---- | --- | --------- |
| 1991 | N    | Donau-deltaet | 588       |
| 1993 | K    | Horezuklostret | 597       |
| 1993 | K    | Moldaviens kirker | 598       |
| 1993 | K    | Byer med befæstede kirker i Transsylvanien | 596       |
| 1999 | K    | Trækirker i Maramureş | 904       |
| 1999 | K    | Dakiske fæstninger i Orăștiebjergene | 906       |
| 1999 | K    | Det historiske centrum i Sighișoara | 902       |
| 2007 | N    | Gamle oprindelige bøgeskove i Karpaterne og andre regioner i Europa Transnational: Albanien, Østrig, Belgien, Bulgarien, Kroatien, Tyskland, Italien, Romanien, Slovakiet, Slovenien, Spanien, Ukraine m.fl. | 1133      |
| 2021 | K    | Roșia Montană Minelandskab | 1552      |

## Rusland (europæisk del)
Kilde: World Heritage Centre
| År   | Føderalt distrikt | Type | Navn                                                        | UNESCO ID |
| ---- | ----------------- | ---- | ----------------------------------------------------------- | --------- |
| 1990 | Nordvestlige      | K    | Den gamle bydel i Sankt Petersborg og relaterede monumenter | 540       |
| 1990 | Nordvestlige      | K    | Kizji pogosts kirker på øen Kizji i søen Onega              | 544       |
| 1990 | Centrale          | K    | Kreml og den Røde Plads i Moskva                            | 545       |
| 1992 | Nordvestlige      | K    | De historiske monumenter i Novgorod og omegn                | 604       |
| 1992 | Nordvestlige      | K    | Kulturelle og historiske bygninger på Solovetskij-øerne     | 632       |
| 1992 | Centrale          | K    | De hvide monumenter i Vladimir og Suzdal                    | 633       |
| 1993 | Centrale          | K    | Troitse-Sergijeva lavra                                     | 657       |
| 1994 | Centrale          | K    | Opstandelseskirken i Kolomenskoje                           | 634       |
| 1995 | Nordvestlige      | N    | Komis urskove i den nordlige del af Uralbjergene            | 719       |
| 1999 | Sydlige           | N    | Det vestlige Kaukasus                                       | 900       |
| 2000 | Nordvestlige      | K    | Den kuriske landtange                                       | 994       |
| 2000 | Nordvestlige      | K    | Ferapontov Kloster                                          | 982       |
| 2000 | Volgas            | K    | Kremls historiske bygninger i Kazan                         | 980       |
| 2003 | Sydlige           | K    | Den gamle bydel, fæstningen og citadellet i Derbent         | 1070      |
| 2004 | Centrale          | K    | Novodevitjij Kloster                                        | 1097      |
| 2005 | Centrale          | K    | Den historiske midtby i Jaroslavl                           | 1170      |
| 2005 | Nordvestlige      | K    | Struves meridianbue                                         | 1187      |
| 2014 | Tatarstan         | K    | Bolghar                                                     | 981       |
| 2018 | Volga             | K    | Katedral og kloster på øen Svijasjsk                        | 1525      |
| 2019 |                   | K    | Kirker fra Pskov-arkitekturskole                            | 1523      |
| 2021 | Karelen           | K    | Helleristninger ved Onegasøen og Hvidehavet                 | 1654      |

For verdensarven i den asiatiske del af Rusland, se Liste over verdensarvsområder i Asien

## San Marino
Kilde: World Heritage Centre
| År   | Type | Navn                                           | UNESCO ID |
| ---- | ---- | ---------------------------------------------- | --------- |
| 2008 | K    | San Marinos historiske centrum og Monte Titano | 1245      |

## Schweiz
Kilde: World Heritage Centre
| År   | Type | Navn | UNESCO ID |
| ---- | ---- | --- | --------- |
| 1983 | K    | Det benediktinske Skt. Johannes kloster ved Müstair | 269       |
| 1983 | K    | Sankt Gallen klostret | 268       |
| 1983 | K    | Den gamle bydel i Bern | 267       |
| 2000 | K    | De tre borge, forsvarsmuren og befæstningsværkerne ved markedsbyen Bellinzona | 884       |
| 2002 | N    | De schweiziske Alper Jungfrau-Aletsch-Bietschhorn | 1037      |
| 2003 | N    | Monte San Giorgio | 1090      |
| 2007 | N    | Gamle oprindelige bøgeskove i Karpaterne og andre regioner i Europa Transnational: Albanien, Østrig, Belgien, Bulgarien, Kroatien, Tyskland, Italien, Romanien, Slovakiet, Slovenien, Spanien, Ukraine m.fl. | 1133      |
| 2007 | K    | Lavaux, vingårdterasser | 1243      |
| 2008 | N    | Det schweiziske tektoniske område Sardona | 1179      |
| 2008 | K    | Rhätische Bahn i Albula- Berninalandskaberne | 1276      |
| 2009 | K    | La Chaux-de-Fonds og Le Locle urmagerbyer | 1302      |
| 2011 | K    | Forhistoriske pælehuse i Alperne | 1363      |
| 2016 | K    | Arkitektoniske værker af Le Corbusier, et fremragende bidrag til modernismen. (Transnationalt: Argentina, Belgien, Frankrig, Tyskland, Indien, Japan og Schweiz)                                             | 1321      |

## Serbien
Kilde: World Heritage Centre
| År   | Type | Navn | UNESCO ID |
| ---- | ---- | --- | --------- |
| 1979 | K    | Stari Ras og Sopoćani                                                                                             | 96        |
| 1986 | K    | Studenicaklostret                                                                                                 | 389       |
| 2007 | K    | Gamzigrad-Romuliana, Galerius palads                                                                              | 1253      |
| 2016 | K    | Stećak, middelalderlige gravsten og kirkegårde Transnational: Bosnien-Hercegovina, Kroatien, Montenegro, Serbien. | 1504      |

- For verdensarv i Kosovo som tilhører konventionsstaten Serbien, se under afsnittet for Kosovo.

## Slovakiet
Kilde: World Heritage Centre
| År   | Type | Navn | UNESCO ID |
| ---- | ---- | --- | --------- |
| 1993 | K    | Vlkolinec | 622       |
| 1993 | K    | Borgen Spišský Hrad og dens tilhørende kulturelle monumenter | 620       |
| 1993 | K    | Den historiske by Banská Štiavnica og de tekniske monumenter i nærheden | 618       |
| 1995 | N    | Hulerne i Aggtelek Karst og Slovakiske Karst | 725       |
| 2000 | K    | Middelalderbyen Bardejov | 973       |
| 2007 | N    | Bokurskovene i Karpaterne og Tyskland Del af Gamle oprindelige bøgeskove i Karpaterne og andre regioner i Europa Transnational: Albanien, Østrig, Belgien, Bulgarien, Kroatien, Tyskland, Italien, Romanien, Slovakiet, Slovenien, Spanien, Ukraine | 1133      |
| 2008 | K    | Trækirkerne i den slovakiske del af Karpaterne | 1273      |
| 2021 | K    | Donaulimes Transnational: Østrig, Tyskland, Slovakiet, | 1608      |

## Slovenien
Kilde: World Heritage Centre
| År   | Type | Navn | UNESCO ID |
| ---- | ---- | --- | --------- |
| 1988 | N    | Škocjanhulerne | 390       |
| 2007 | N    | Gamle oprindelige bøgeskove i Karpaterne og andre regioner i Europa Transnational: Albanien, Østrig, Belgien, Bulgarien, Kroatien, Tyskland, Italien, Romanien, Slovakiet, Slovenien, Spanien, Ukraine | 1133      |
| 2011 | K    | Forhistoriske pælehuse i Alperne | 1363      |
| 2012 | K    | Kviksølvets kulturarv. Almadén og Idrija | 1313      |
| 2021 | K    | Jože Plečniks værker i Ljubljana – Menneskecentreret bydesign | 1643      |

## Spanien
- Granada: Alhambra, Generalife og Albayzin
- Altamiragrotten
- Aranjuez: Kulturlandskab
- Den arkæologiske helhed i Merida
- Den arkæologiske helhed i Tarraco i Tarragona, Katalonien
- Det arkæologiske udgravningsområde ved Atapuerca
- Burgos domkirke
- Katalonske, romanske kirker i Vall de Boi, Katalonien
- Sevilla: domkirken, Alcazar og Archivo de Indias
- Doñana nationalpark
- Garajonay nationalpark
- Teide Nationalpark
- Det historiske centrum i Cordoba
- Det historiske centrum i Toledo
- Den historiske, befæstede by, Cuenca
- Ibiza: Biodiversitet og kultur
- Llotja de la Seda i Valencia
- Las Médulas i León
- Klostret og området El Escorial ved Madrid
- Monumenter i Oviedo og Kongeriget Asturien
- Mudejararkitektur i Aragonien
- Den gamle bydel i Salamanca
- Den gamle bydel i Ávila, med kirkerne uden for murene
- Den gamle bydel i Cáceres
- Den gamle bydel i Segovia og dens akvædukt
- Palmeskoven ved Elche
- Parc Güell, Palau Güell og Casa Milà i Barcelona
- Pobletklostret, Katalonien
- Middelhavsstenkunst på den Iberiske halvø
- Lugo: Romerske mure
- Pilgrimsvejen til Santiago de Compostela
- Det kongelige kloster Santa Maria de Guadalupe
- San Cristóbal de La Laguna, med blandt andet katedralen
- San Millan Yuso og Suso klostrene
- Den gamle bydel i Santiago de Compostela
- Palau de la Música Catalana og Hospital de Sant Pau i Barcelona
- Universitetet og det historiske område ved Alcalá de Henares
- Úbeda-Baeza: todelt by, kulturel enhed
- Sagrada Família: kirke i Barcelona
- Helleristninger i Côadalen og Siega Verde[anm 11]
- Kviksølvets kulturarv. Almadén og Idrija[anm 14]
- Medina Azahara (en)
- Gamle oprindelige bøgeskove i Karpaterne og andre regioner i Europa 
 
 Transnational: Albanien, Østrig, Belgien, Bulgarien, Kroatien, Tyskland, Italien, Romanien, Slovakiet, Slovenien, Spanien, Ukraine 1133
- Vizcayabroen
- Herkulestårnet
- Værker af Antoni Gaudí
- Serra de Tramuntanas kulturlandskab 1371
- Antequera Dolmens Site (en) 1501
- Risco Caido og de helleige bjerge i Gran Canarias kulturlandskab
- Paseo del Prado og Buen Retiro (en), et landskab med kunst og videnskab.

## SpanienogFrankrig
- Pyrenæerne – Mont Perdu

## Storbritannien
- England
  - Blenheim Palace
  - Canterbury domkirke, St. Augustine's abbedi og St. Martin's Church
  - Byen Bath
  - Derwentdalens møller
  - Jurassic Coast (Dorset og Østdevon)
  - Durham Castle og Durham domkirke
  - Romerrigets grænser, Hadrians mur
  - Ironbridge Gorge
  - Kew Gardens
  - Liverpool: Søhandelsby
  - Greenwich
  - Saltaire
  - Stonehenge, Avebury og tilhørende områder
  - Studley Royal Park inklusive ruinerne af Fountains Abbey
  - Tower of London
  - Westminster Abbey, Palace of Westminster og Saint Margaret's Church
  - Det engelske Lake District
  - Cornwall og West Devon minelandskab
- Wales
  - Blaenavon: Industrilandskab
  - Kong Edvards borge og bymure i Gwynedd - borge og bymure fra Edward 1.s tid i Harlech, Beaumaris, Caernarfon Castle og Conwy (Gwynedd)
  - Pontcysyllte Akvædukt
  - Europas store kurbadesteder 
 Transnational: Østrig, Belgien, Tjekkiet, Frankrig, Tyskland, Italien, England[15]
- Skotland
  - Heart of Neolithic Orkney (Maeshowe, Brogar-ringen, Skara Brae, Standing Stones of Stenness) Orkney
  - New Lanark
  - Den gamle og nye bydel i Edinburgh
  - Saint Kilda
  - Forthbroen (jernbane)
- Nordirland
  - Giant's Causeway og Causeway Coast
- Oversøiske områder
  - Gough øen og Inaccessible øerne: (Gough øernes naturbeskyttelsesområde i Sydatlanten
  - Henderson øen (en del af Pitcairn øgruppen i det sydlige Stillehav)
  - Den historiske by Saint George og omkringliggende forter, Bermuda
  - Gorham's Cave complex, Gibraltar

## Sverige
Kilde: World Heritage Centre
| År   | Län                  | Type | Navn                                                                                    | UNESCO ID |
| ---- | -------------------- | ---- | --------------------------------------------------------------------------------------- | --------- |
| 1991 | Stockholms län       | K    | Drottningholm Slot, Drottningholm slotsteater og de kongelige ejendomme                 | 559       |
| 1993 | Stockholms län       | K    | Birka og Hovgården på øerne Björkö og Adelsö i Mälaren                                  | 555       |
| 1993 | Västmanlands län     | K    | Engelsbergs bruk                                                                        | 556       |
| 1994 | Stockholms län       | K    | Skogskyrkogården                                                                        | 558       |
| 1994 | Västra Götalands län | K    | Helleristningerne i Tanum                                                               | 557       |
| 1995 | Gotlands län         | K    | Hansestaden Visby                                                                       | 731       |
| 1996 | Norrbottens län      | K    | Gammelstad kirkeby                                                                      | 762       |
| 1996 | Norrbottens län      | X    | Laponia                                                                                 | 774       |
| 1998 | Blekinge län         | K    | Flådehavnen Karlskrona                                                                  | 871       |
| 2000 | Västernorrlands län  | N    | Höga kusten og Kvarken                                                                  | 898       |
| 2001 | Dalarnas län         | K    | Falun og Kopparbergslagen                                                               | 1027      |
| 2001 | Kalmar län           | K    | Kulturlandskabet Søndre Øland                                                           | 968       |
| 2004 | Hallands län         | K    | Radiostationen i Grimeton                                                               | 1134      |
| 2005 | Norrbottens län      | K    | Struves meridianbue Målepunkter: "Kerrojupukka" "Pajtas-vaara" "Perra-vaara" "Pullinki" | 1187      |
| 2012 | Gävleborgs län       | K    | Hälsingegårdarna                                                                        | 1282      |

## Tjekkiet
Kilde: World Heritage Centre
| År   | Type | Navn | UNESCO ID |
| ---- | ---- | --- | --------- |
| 1992 | K    | Det historiske centrum i Český Krumlov | 617       |
| 1992 | K    | Det historiske centrum i Prag | 616       |
| 1992 | K    | Det historiske centrum i Telč | 621       |
| 1994 | K    | Pilgrimskirken Skt. Johannes af Nepomuk ved Zelená Hora | 690       |
| 1995 | K    | Det historiske centrum i Kutná Hora med Skt. Barbaras kirke og domkirken Vor Frue af Sedlec | 732       |
| 1996 | K    | Lednice-Valtice: Kulturlandskab | 763       |
| 1998 | K    | Den historiske landsby Holašovice | 861       |
| 1998 | K    | Kroměřížpaladset og tilhørende park | 860       |
| 1999 | K    | Litomyšls slot | 901       |
| 2000 | K    | Treenighedssøjlen i Olomouc | 859       |
| 2001 | K    | Tugendhat Villa i Brno | 1052      |
| 2003 | K    | Det jødiske kvarter og basilikaen Skt. Procopius i Třebíč | 1078      |
| 2007 | N    | Gamle oprindelige bøgeskove i Karpaterne og andre regioner i Europa Transnational: Albanien, Østrig, Belgien, Bulgarien, Kroatien, Tyskland, Italien, Romanien, Slovakiet, Slovenien, Spanien, Ukraine | 1133      |
| 2019 | K    | Erzgebirge/Krušnohoří mineområde Transnational: Tyskland og Tjekkiet | 1478      |
| 2021 | K    | Område for avl og træning af køreheste ved Kladruby nad Labem | 1589      |
| 2021 | K    | Europas store kurbadesteder Transnational: Østrig, Belgien, Tjekkiet, Frankrig, Tyskland, Italien, England                                                                                             | 1613      |

## Tyrkiet
Kilde: World Heritage Centre
| År   | Type | Navn                                                 | UNESCO ID |
| ---- | ---- | ---------------------------------------------------- | --------- |
| 1985 | X    | Göreme nationalpark og klipperne i Kappadokien       | 357       |
| 1985 | K    | De historiske områder i Istanbul                     | 356       |
| 1985 | K    | Den store moske og hospitalet i Divriği              | 358       |
| 1986 | K    | Hattusas, hittitternes hovedstad                     | 377       |
| 1987 | K    | Nemrut Dağ                                           | 448       |
| 1988 | X    | Hierapolis og Pamukkale                              | 485       |
| 1988 | K    | Xanthos-Letoon, lykiernes hovedstad                  | 392       |
| 1994 | K    | Byen Safranbolu                                      | 614       |
| 1998 | K    | Det arkæologiske område ved Troja                    | 849       |
| 2011 | K    | Selimiyemoskeen og komplekset i Edirne               | 1366      |
| 2012 | K    | Stenalderbebyggelser ved Çatalhöyük                  | 1405      |
| 2014 | K    | Pergamon                                             | 1457      |
| 2014 | K    | Bursa og Cumalıkızık: fødslen af Det Osmanniske Rige | 1452      |
| 2015 | K    | Ephesus                                              | 1018      |
| 2015 | K    | Diyarbakır Fort og kulturlandskabet Hevsel Gardens   | 1488      |
| 2016 | K    | Det arkæologiske område ved Ani                      | 1518      |
| 2017 | K    | Aphrodisias (en)                                     | 1519      |
| 2018 | K    | Göbekli Tepe                                         | 1572      |

## Tyskland
Kilde: World Heritage Centre
| År   | Delstat                          | Type | Navn | UNESCO ID |
| ---- | -------------------------------- | ---- | --- | --------- |
| 1978 | Nordrhein-Westfalen              | K    | Domkirken i Aachen | 3         |
| 1981 | Bayern                           | K    | Würzburger Residenz med gårdsplads og parker | 169       |
| 1981 | Rheinland-Pfalz                  | K    | Speyers domkirke | 168       |
| 1983 | Bayern                           | K    | Pilgrimskirken i Wies | 271       |
| 1984 | Nordrhein-Westfalen              | K    | Slottene Augustusburg og Falkenlust i Brühl | 288       |
| 1985 | Niedersachsen                    | K    | Skt. Maria-domkirken og Skt. Michaels kirke i Hildesheim | 187       |
| 1986 | Rheinland-Pfalz                  | K    | Romerske monumenter, Skt. Peter-domkirken og Vor Frue kirke i Trier | 367       |
| 1987 | Slesvig-Holsten                  | K    | Hansastaden Lübeck | 272       |
| 1990 | Berlin og Brandenburg            | K    | Paladser og parker i Potsdam og Berlin | 532       |
| 1991 | Hessen                           | K    | Abbotsstift och Altenmünster i Lorsch | 515       |
| 1992 | Niedersachsen                    | K    | Minerne i Rammelsberg, den historiske by Goslar og vandreguleringssystemet i Harzen | 623       |
| 1993 | Baden-Württemberg                | K    | Maulbronnklostret (cistercienserordenen) | 546       |
| 1993 | Bayern                           | K    | Byen Bamberg | 624       |
| 1994 | Saarland                         | K    | Völklinger Hütte | 687       |
| 1994 | Sachsen-Anhalt                   | K    | Quedlinburgs kloster, slottet og den gamle by i Quedlinburg | 535       |
| 1995 | Hessen                           | N    | Fossilfundpladsen Messelgruben | 720       |
| 1996 | Nordrhein-Westfalen              | K    | Kölner Dom | 292       |
| 1996 | Sachsen-Anhalt og Thüringen      | K    | Bauhaus og dens monumenter i Weimar og Dessau | 729       |
| 1996 | Sachsen-Anhalt og Thüringen      | K    | Luthers mindesmærker i Eisleben og Wittenberg | 783       |
| 1998 | Thüringen                        | K    | Den klassiske bydel i Weimar | 846       |
| 1999 | Berlin                           | K    | Museumsinsel i Berlin | 896       |
| 1999 | Thüringen                        | K    | Wartburgs slot | 897       |
| 2000 | Baden-Württemberg                | K    | Klosterøen Reichenau | 974       |
| 2000 | Sachsen-Anhalt                   | K    | Parkanlægene i Dessau-Wörlitz | 534       |
| 2001 | Nordrhein-Westfalen              | K    | Zollverein kulmine og industrikompleks i Essen | 975       |
| 2002 | Mecklenburg-Vorpommern           | K    | De historiske bydele i Stralsund og Wismar | 1067      |
| 2002 | Rheinland-Pfalz og Hessen        | K    | Kulturlandskabet Mittelrhein vid floden Rhinen | 1066      |
| 2004 | Bremen                           | K    | Rådhuset og Rolandstatuen i Bremen | 1087      |
| 2004 | Sachsen                          | K    | Fürst-Pückler-Park Bad Muskau | 1127      |
| 2004 | Sachsen                          | K    | Floddalen Elben i Dresden (slettet fra verdensarvslisten 2009) |           |
| 2005 | -flere-                          | K    | Romerrigets ydre grænse | 430       |
| 2006 | Bayern                           | K    | Regensburg historiske bymidte og bydelen Stadtamhof | 1155      |
| 2007 |                                  | N    | Gamle oprindelige bøgeskove i Karpaterne og andre regioner i Europa Transnational: Albanien, Østrig, Belgien, Bulgarien, Kroatien, Tyskland, Italien, Romanien, Slovakiet, Slovenien, Spanien, Ukraine | 1133      |
| 2008 | Berlin                           | K    | Berlins modernistiske boligområde | 1239      |
| 2009 | Niedersachsen og Slesvig-Holsten | N    | Vadehavet | 1314      |
| 2011 | -flere-                          | K    | Forhistoriske pælehuse i Alperne | 1363      |
| 2011 | -flere-                          | N    | Gamle primære bøgeskove i Karpaterne og andre regioner i Europa | 1133      |
| 2011 | Niedersachsen                    | K    | Fagusfabriksanlægget i Alfeld | 1368      |
| 2012 | Bayern                           | K    | Operahuset i Bayreuth | 1379      |
| 2013 | Hessen                           | K    | Bergpark Wilhelmshöhe | 1413      |
| 2014 | Nordrhein-Westfalen              | K    | Corvey | 1447      |
| 2018 | Sachsen-Anhalt                   | K    | Naumburger Domkirke (de) | 1470      |
| 2018 | Slesvig-Holsten                  | K    | Arkæologisk grænsekompleks Hedeby og Dannevirke | 1553      |
| 2016 | Baden-Württemberg                | K    | Arkitektoniske værker af Le Corbusier, et fremragende bidrag til modernismen. Weißenhofsiedlung i Stuttgart (Transnationalt: Argentina, Belgien, Frankrig, Tyskland, Indien, Japan og Schweiz)         | 1321      |
| 2018 | Hamburg                          | K    | Speicherstadt, | 1467      |
| 2019 | flere                            | K    | Erzgebirge/Krušnohoří mineområde Transnational: Tyskland og Tjekkiet | 1478      |
| 2021 | flere                            | K    | Donaulimes Transnational: Østrig, Tyskland, Slovakiet, | 1608      |
| 2021 | flere                            | K    | Europas store kurbadesteder Transnational: Østrig, Belgien, Tjekkiet, Frankrig, Tyskland, Italien, England                                                                                             | 1613      |

## Ukraine
| År   | Type | Navn                                                            | UNESCO ID |
| ---- | ---- | --------------------------------------------------------------- | --------- |
| 1990 | K    | Sankt Sofia-katedralen i Kyiv og Petjerskaklostret i Kyiv       | 527       |
| 1998 | K    | Den historiske midtby i Lviv                                    | 865       |
| 2005 | K    | Struves meridianbue                                             | 1187      |
| 2007 | N    | Gamle primære bøgeskove i Karpaterne og andre regioner i Europa | 1133      |
| 2011 | N    | Bukovinske og dalmatiske metropoliters residens                 | 1330      |
| 2013 | K    | Trækirker i Karpaterne                                          | 1424      |
| 2013 | K    | Den antikke by Chersonese og dens Chora                         | 1411      |

## Ungarn
Kilde: World Heritage Centre
| År   | Type | Navn                                                                          | UNESCO ID |
| ---- | ---- | ----------------------------------------------------------------------------- | --------- |
| 1987 | K    | Budapest med Donaubredderne og kvarteret ved Buda slottet og Andrássy alleen. | 400       |
| 1987 | K    | Den gamle landsby Hollókő og omgivelserne,                                    | 401       |
| 1995 | N    | Grotterne i Aggtelek karst og Slovakiske karst                                | 725       |
| 1996 | K    | Det tusindårige Benediktinerkloster og dets omgivelser i Pannonhalma          | 758       |
| 1999 | K    | Hortobágy Nationalpark, Pusztaen                                              | 474       |
| 2000 | K    | Tidlig kristen begravelsesplads i Pécs                                        | 853       |
| 2001 | K    | Fertö / Neusiedlersee kulturlandskab                                          | 772       |
| 2003 | K    | Tokaj vinregions historisk kulturlandskab                                     | 1063      |

## Vatikanstaten
Kilde: World Heritage Centre
| År   | Type | Navn                                                                                                | UNESCO ID |
| ---- | ---- | --------------------------------------------------------------------------------------------------- | --------- |
| 1980 | K    | Roms historiske centrum, Vatikanstatens eksterriotoriale ejendomme i Rom og San Paolo Fuori le Mura | 91        |
| 1984 | K    | Vatikanstaten                                                                                       | 286       |

## Østrig
Kilde: World Heritage Centre
| År   | Type | Navn | UNESCO ID |
| ---- | ---- | --- | --------- |
| 1996 | K    | Det historiske centrum i Salzburg | 784       |
| 1996 | K    | Schönbrunn slot og park | 786       |
| 1997 | K    | Hallstatt-Dachstein/Salzkammergut kulturlandskapet                                                                                                 | 806       |
| 1998 | K    | Semmeringbanen | 785       |
| 1999 | K    | Det historiske centrum i Graz og Schloss Eggenberg                                                                                                 | 931       |
| 2000 | K    | Wachau kulturlandskab | 970       |
| 2001 | K    | Fertö / Neusiedlersee kulturlandskab | 772       |
| 2001 | K    | Det historiske centrum i Wien | 1033      |
| 2007 | N    | Gamle oprindelige bøgeskove i Karpaterne og andre regioner i Europa Transnational: Østrig, Belgien, Tjekkiet, Frankrig, Tyskland, Italien, England | 1133      |
| 2011 | K    | Forhistoriske pælehuse i Alperne | 1363      |
| 2021 | K    | Donaulimes Transnational: Østrig, Tyskland, Slovakiet,                                                                                             | 1608      |
| 2021 | K    | Europas store kurbadesteder Transnational: Østrig, Belgien, Tjekkiet, Frankrig, Tyskland, Italien, England                                         | 1613      |

## Transnationale
| År   | Type | Navn | UNESCO ID |
| ---- | ---- | --- | --------- |
| 2007 | N    | Gamle oprindelige bøgeskove i Karpaterne og andre regioner i Europa Albanien, Østrig, Belgien, Bulgarien, Kroatien, Tyskland, Italien, Romanien, Slovakiet, Slovenien, Spanien, Ukraine | 1133      |
| 1979 | N    | Białowieska nationalpark Polen, Hviderusland | 33        |
| 2000 | N    | Den kuriske landtange Litauen, Rusland | 994       |
| 2019 | N    | Erzgebirge Tyskland, Tjekkiet | 1478      |
| 2001 | K    | Neusiedler_See Østrig, Ungarn | 772       |
| 2004 | K    | Muskauparken Tyskland, Polen | 1127      |
| 2005 | K    | Struves meridianbue Norge, Sverige, Finland, Rusland, Estland, Letland, Litauen, Hviderusland, Moldavien, Ukraine                                                                       | 1187      |
| 2007 | N    | Gamle oprindelige bøgeskove i Karpaterne og andre regioner i Europa Albanien, Østrig, Belgien, Bulgarien, Kroatien, Tyskland, Italien, Romanien, Slovakiet, Slovenien, Spanien, Ukraine | 1133      |
| 2013 | K    | Trækirker i Karpaterne Polen, Ukraine | 1424      |
| 2021 | K    | Donaulimes Transnational: Østrig, Tyskland, Slovakiet, | 1608      |
| 2021 | K    | Europas store kurbadesteder Transnational: Østrig, Belgien, Tjekkiet, Frankrig, Tyskland, Italien, England                                                                              | 1613      |